# Aeroportul Yangzhou Taizhou
Aeroportul Yangzhou Taizhou (IATA: YTY, ICAO: ZSYA) este un aeroport din Jiangdu District⁠(d), Yangzhou⁠(d), Jiangsu, Republica Populară Chineză ce deservește zona Yangzhou⁠(d). Aeroportul a fost tranzitat în 2022 de 1.394.426 de pasageri. A fost deschis în 7 mai 2012 și numit după zona deservită.
Situat la o altitudine de 3 m, aeroportul dispune de o singură pistă.